# العيش أفضل من الموت (فلم)
العيش أفضل من الموت (بالفرنسية: Mieux vaut mal vivre que mourir)، هُو فيلم وثائقي بوروندي صدر سنة 2007 وأخرجه جاستين بيتاغوي.